# Parabahita vezenyii
Parabahita vezenyii är en insektsart som beskrevs av Rauno E. Linnavuori 1959. Parabahita vezenyii ingår i släktet Parabahita och familjen dvärgstritar. Inga underarter finns listade i Catalogue of Life.